# (15875) 1996 TP66
(15875) 1996 TP66 (также записываемый, как (15875) 1996 TP66) — транснептуновый объект (плутино), находящийся в поясе Койпера. Открыт 11 октября 1996 года Чедом Трухильо, Дэвидом Джуиттом и Джейн Лу в обсерватории Мауна-Кеа (Гавайи).

## Внутри орбиты Нептуна
В настоящее время этот плутино находится на расстоянии 27 а. е. от Солнца (находился в перигелии [q=26,3 а. е.] в 2000 году). Это означает, что в настоящее время он основательно внутри орбиты планеты Нептун. Как и у Плутона, часть орбиты этого объекта ближе к Солнцу, чем у Нептуна, несмотря даже на то, что их орбиты в орбитальном резонансе с Нептуном. Моделирования Deep Ecliptic Survey (DES) показывают, что за следующие 10 млн лет TP66 может уменьшить перигелий (qmin) вплоть до 25,9 а. е.

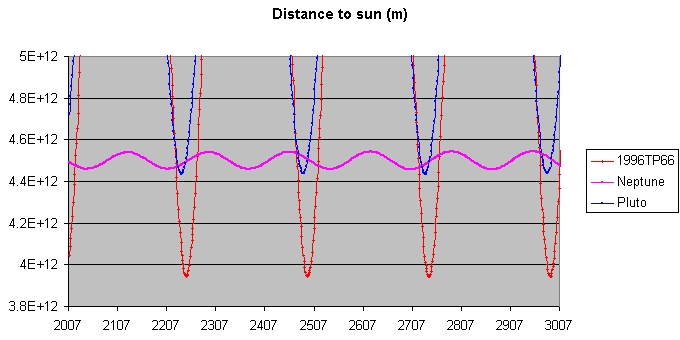
Диаграмма дистанции до Солнца — Нептуна, Плутона (синим) и (15875) 1996 TP_{66} (оранжевым) за тысячелетний период.

| Орбита |
| --- |
| |
| Этот маленький плутино в настоящее время находится основательно внутри орбиты Нептуна, даже несмотря на орбитальный резонанс |

| Резонанс плутино |
| --- |
| |
| Движение (15875) 1996 TP66 (красным) и Плутона (серым) во вращающейся структуре с периодом, равным орбитальному периоду Нептуна. (Нептун показан неизменным) |